# مرسم
مرسم، روستایی است از توابع مرکزی شهرستان میاندورود در استان مازندران ایران.

## موقعیت
از شمال به روستای اوسا و از جنوب و شرق و غرب به جنگلهای زیبای شمال متصل می‌باشد

## جمعیت
این روستا در دهستان کوهدشت قرار داشته و براساس سرشماری سال ۱۳۸۵جمعیت آن ۱۲۵نفر (۳۱خانوار) بوده است.از طف شرق و غرب و جنوب به جنگل متصل می باشد و دو طرف آن رودخانه جاری است .